# アンゲル・バストゥノフ
アンゲル・ゲオルギエフ・バストゥノフ（Angel Georgiev Bastunov (ブルガリア語: Ангел Бастунов、1999年5月18日 - ）は、ブルガリア・ラズロク出身のプロサッカー選手。CSKA 1948ソフィア所属。ポジションは、ミッドフィールダー。